# Asociación de Amigos del Ferrocarril de Baleares
La Asociación de Amigos del Ferrocarril de Baleares (AAFB), Associació d'Amics del Ferrocarril de Balears en idioma catalán, se registró oficialmente el 13 de marzo de 1989 en Palma de Mallorca con el espíritu de preservar el patrimonio histórico ferroviario de las Islas Baleares y con la ilusión de conseguir que Mallorca disponga de un espacio cultural dedicado a la historia viva del mundo ferroviario isleño, o sea, de un museo ferroviario propio.
Bajo el auspicio de los primeros socios Rafael Sierra Arbide (en aquellos momentos Director del Ferrocarril de Sóller y primer presidente de la AAFB) y el Jefe de Explotación de SFM, Servicios Ferroviarios de Mallorca (Serveis Ferroviaris de Mallorca), anteriormente FEVE, Tomás Morell Marqués, se puso en marcha dicha Asociación. A partir de entonces la presidencia fue cambiando rotativamente, pasando por Bartolomé Sastre d’Arcos y siendo en la actualidad Pedro J. Florit Moragues actual presidente en funciones, sin constituir por ello una estructura piramidal, sino un grupo cohesionado y diverso de aficionados al ferrocarril con sus diversas facetas de modelistas, maquetistas tradicionales de pequeñas escalas, modelistas tripulados de cinco pulgadas o mayores, tren real, restauradores, etc., todos ellos representados en la Junta.
Además del local social situado en pleno dentro de la ciudad, la AAFB tiene delegaciones comarcales en Sóller y el Levante mallorquín como Manacor, esperando que en un futuro pueda contar con más delegaciones por toda la geografía balear y siempre que las instituciones den apoyo a estas iniciativas vinculadas al futuro transporte público ferroviario.

## Asociación reivindicativa
De carácter reivindicativo, la Asociación de Amigos del Ferrocarril de Baleares ha participado desde su nacimiento en actos públicos reclamando la reapertura de líneas históricamente cerradas y que progresivamente están de nuevo siendo recuperadas en una apuesta firme por el transporte ferroviario por parte de las instituciones.
En sus 15 años de existencia, la AAFB no ha dejado de defender el tren de Baleares, tanto en sus intervenciones populares en defensa del patrimonio ferroviario, como reclamando la conservación del punto kilométrico cero situado en la Plaza España de la capital, centro neurálgico para el transporte público en la capital y elemento indiscutible para mantener la presencia del tren dentro de la capital. Actualmente es la única Asociación de este carácter, integrada en la Federación Española de Amigos del Ferrocarril, lo que le da una credibilidad fuera de dudas y una responsabilidad con sello propio.

## En defensa de la cultura ferroviaria
Durante los últimos años, la AAFB ha estado presente en la comunidad balear participando y colaborando en diferentes acontecimientos relacionados con el ferrocarril de esta comunidad y con la denominada “cultura ferroviaria”. En este sentido la Asociación cuenta con un Departamento de Publicaciones e Imágenes que edita cada tres meses su propia revista, Es Furgó Correu, además de monográficos dedicados a la historia del ferrocarril mallorquín, y una dinámica presencia digital en la Red a través de su página web
La capacidad de iniciativas de esta entidad va desde eventos como el “125 Aniversario del Ferrocarril en Mallorca”, el “75 Aniversario de la Electrificación del Tren de Sóller", a exposiciones y jornadas de contenido ferroviario en diferentes pueblos de la isla para promocionar el ferrocarril, o montajes como el primer Museo Ferroviario de la isla de inminente inauguración.

## Restauración y patrimonio
La AAFB constituye un grupo cohesionado pero variado de aficionados al ferrocarril en sus diferentes facetas, modelistas, maquetistas tradicionales de pequeña y gran escala, tren real, investigadores y aficionados a la historia del ferrocarril, amantes de la restauración y de la recuperación del patrimoni balear. En definitiva, la Asociación de Amigos del Ferrocarril de Baleares es el punto de encuentro de todos los aficionados al ferrocarril en Baleares y también el punto de partida en cuanto a información sobre la historia del ferrocarril en Baleares.
Con la colaboración de Servicios Ferroviarios de Mallorca (SFM), la AAFB ha creado un taller de restauración, permitiendo el desarrollo de proyectos de restauración ferroviaria y llevando a cabo la recuperación de material rodante de importancia histórica y patrimonial, como, por ejemplo, del único coche de lujo de pasajeros que se conserva de la desaparecida Compañía de los Ferrocarriles de Mallorca: un Carde y Escoriaza de 1929; un coche Swansea Wagon de 1874; la reconstrucción total de un Wumag (Waggon und Maschinenbau A.G.) de 1927 de la fábrica Görlitz-Waggon und Maschinenbau y otras piezas patrimoniales en fase de recuperación y restauración que formarán parte integrante del futuro Museo Balear del Ferrocarril, así como de diversa maquinaria de época cedida y que constituye el inicio de la conservación del patrimonio histórico ferroviario de Mallorca por parte de esta entidad y de Servicios Ferroviarios de Mallorca. Entre el material ferroviario expresado, se encuentra la máquina diésel Ferrotrade parcialmente restaurada en su exterior de chapa y pintura, y en espera de una restauración completa.

## Entidad asociativa
Integrada en FAFIBA Federación de Asociaciones Fotográficas de las Islas Baleares (Federació d’Associacions Fotogràfiques de les Illes Balears), la AAFB cuenta con un amplio archivo fotográfico de imágenes (algunas de ellas inéditas y cedidas por particulares que han querido compartir con esta entidad la historia ferroviaria de la isla), tratando así de impedir que dicho material gráfico quede en el olvido o pueda perderse, estando disponible para consulta, una vez catalogado, en el fondo documental del futuro Museo del Ferrocarril de las Islas Baleares y gestionado por un futuro C.E.F.I.B. (Centro de Estudios Ferroviarios de las Islas Baleares), vinculado a la AAFB, o bien a una Fundación formada por entidades públicas y privadas interesadas en la conservación de dicho patrimonio ferroviario histórico.